# Heinrich XIII. Reuß zu Köstritz
Heinrich XIII. Prinz Reuß zu Köstritz (* 18. September 1830 in Klipphausen; † 3. Januar 1897 in Baschkow, Provinz Posen) war ein preußischer General der Kavallerie und Mitglied des Preußischen Herrenhauses.

## Leben

### Herkunft und Familie
Heinrich entstammte der nichtregierenden Nebenlinie Reuß zu Schleiz-Köstritz des Herrscherhauses Reuß jüngerer Linie. Er war das achte Kind von Graf Heinrich LXIII. Reuß zu Köstritz (1786–1841) und dessen zweiter Ehefrau Caroline von Stolberg-Wernigerode. Sein älterer Bruder war der Gesandte Prinz Heinrich VII. Reuß zu Köstritz (1825–1906), ebenfalls Mitglied des Herrenhauses. Heinrich XIII. heiratete die Witwe seines Bruders Heinrich XII., Gräfin Anna Karoline von Hochberg (1839–1916), die Tochter des Herrenhausmitglieds Hans Heinrich von Hochberg, Fürst von Pleß (1806–1855), und der Ida von Stechow-Kotzen (1811–1843). Die Ehe blieb kinderlos.

### Militärkarriere
Heinrich begann seine Offizierslaufbahn 1849 im 12. Husaren-Regiment der preußischen Armee. Im gleichen Jahr nahm er während der Niederschlagung der Badischen Revolution an der Belagerung von Rastatt teil. 1873 wurde er zum Flügeladjutanten von Kaiser Wilhelm I. ernannt. Vom 3. Februar bis zum 12. Mai 1880 war er kurzzeitig Kommandeur der 29. Kavallerie-Brigade und übernahm anschließend die 11. Kavallerie-Brigade. 1885 zum Generalleutnant befördert, wurde er im Jahr darauf Kommandeur der 14. Division in Düsseldorf. Am 10. Juli 1888 wurde Reuß mit Pension unter Beibehaltung seiner Uniform und als General à la suite zur Disposition gestellt. Am 27. Januar 1890 erhielt er den Charakter als General der Kavallerie und am 21. September 1896 würdigte ihn Kaiser Wilhelm II. durch die Verleihung des Großkreuzes des Roten Adlerordens mit Eichenlaub.

### Lebensabend
1890 berief Wilhelm II. Reuß in das Preußische Herrenhaus.
Reuß war Gutsbesitzer auf Baschkow, Regierungsbezirk Posen, wo er 1897 starb.